# Weird Scenes Inside the Gold Mine
 Weird Scenes Inside the Gold Mine  (укр. Дивні сцени всередині золотої шахти) — альбом-компіляція американського гурту The Doors, яка була видана на початку 1972 року, через пів року після смерті вокаліста гурту Джима Моррісона. Назва — це стрічка із пісні The End з дебютного альбому. У чартах збірка досягла 55-ї сходинки; у вересні 1980 року була відзначена золотим диском від RIAA (продано 500.000 примірників).
На альбомі присутні пісні зі всіх шести альбомів, записаних з Джимом, а також дві рідкісні пісні «Who Scared You» та «(You Need Meat) Don't Go No Further», які були видані бі-сайдами на синглах «Wishful Sinful» і «Love Her Madly».
Ця компіляція не видавалась на компакт-дисках.

## Треклист
Авторами всіх пісень є Джим Моррісон, Роббі Крігер, Рей Манзарек та Джон Денсмор, крім тих випадків де означенно.

### Сторона 1
1. «Break on Through» — 2:29
2. «Strange Days» — 3:09
3. «Shaman's Blues» (Джим Моррісон) — 4:48
4. «Love Street» — 2:52
5. «Peace Frog/Blue Sunday» (Джим Моррісон), (Роббі Крігер) — 5:02
6. «The WASP (Texas Radio and the Big Beat)» — 3:04
7. «End of the Night» — 2:52

### Сторона 2
1. «Love Her Madly» — 3:18
2. «Spanish Caravan» — 3:01
3. «Ship of Fools» (Джим Моррісон), (Роббі Крігер) — 3:08
4. «The Spy» (Джим Моррісон) — 4:17
5. «The End» — 11:48

### Сторона 3
1. «Take It as It Comes» — 2:17
2. «Runnin' Blue» (Роббі Крігер) — 2:27
3. «L.A. Woman» — 7:51
4. «Five to One» — 4:27
5. «Who Scared You» — 3:58
6. «(You Need Meat) Don't Go No Further»

### Сторона 4
1. «Riders on the Storm» — 7:11
2. «Maggie M'Gill» (Джим Моррісон), (The Doors) — 4:11
3. «Horse Latitudes» — 1:35
4. «When the Music's Over» — 11:01

## Над альбомом працювали

### The Doors
- Джим Моррісон — вокал, гармоніка
- Роббі Крігер — лід-гітара
- Рей Манзарек — орган
- Джон Денсмор — барабани